# Courseulles-sur-Mer
Ne doit pas être confondu avec Corseul.
Courseulles-sur-Mer  est une commune française, située dans le département du Calvados en région Normandie, peuplée de 4 202 habitants.
À Courseulles, le port de plaisance jouxte les anciens parcs à huitres. La commune a une vie associative, sportive et culturelle développée. Le littoral est aménagé dans un souci de respect de l'environnement (parc de l'Édit, aménagements autour du centre Juno Beach, etc.).

## Géographie
Courseulles-sur-Mer fait partie de la communauté de communes Cœur de Nacre. Elle est située sur la côte, au nord de Caen et à l'ouest de Deauville.
| Graye-sur-Mer | Mer de la Manche    | Mer de la Manche, Bernières-sur-Mer |
| Banville      | Courseulles-sur-Mer | Bernières-sur-Mer                   |
| Reviers       | Bény-sur-Mer        | Bernières-sur-Mer, Bény-sur-Mer     |

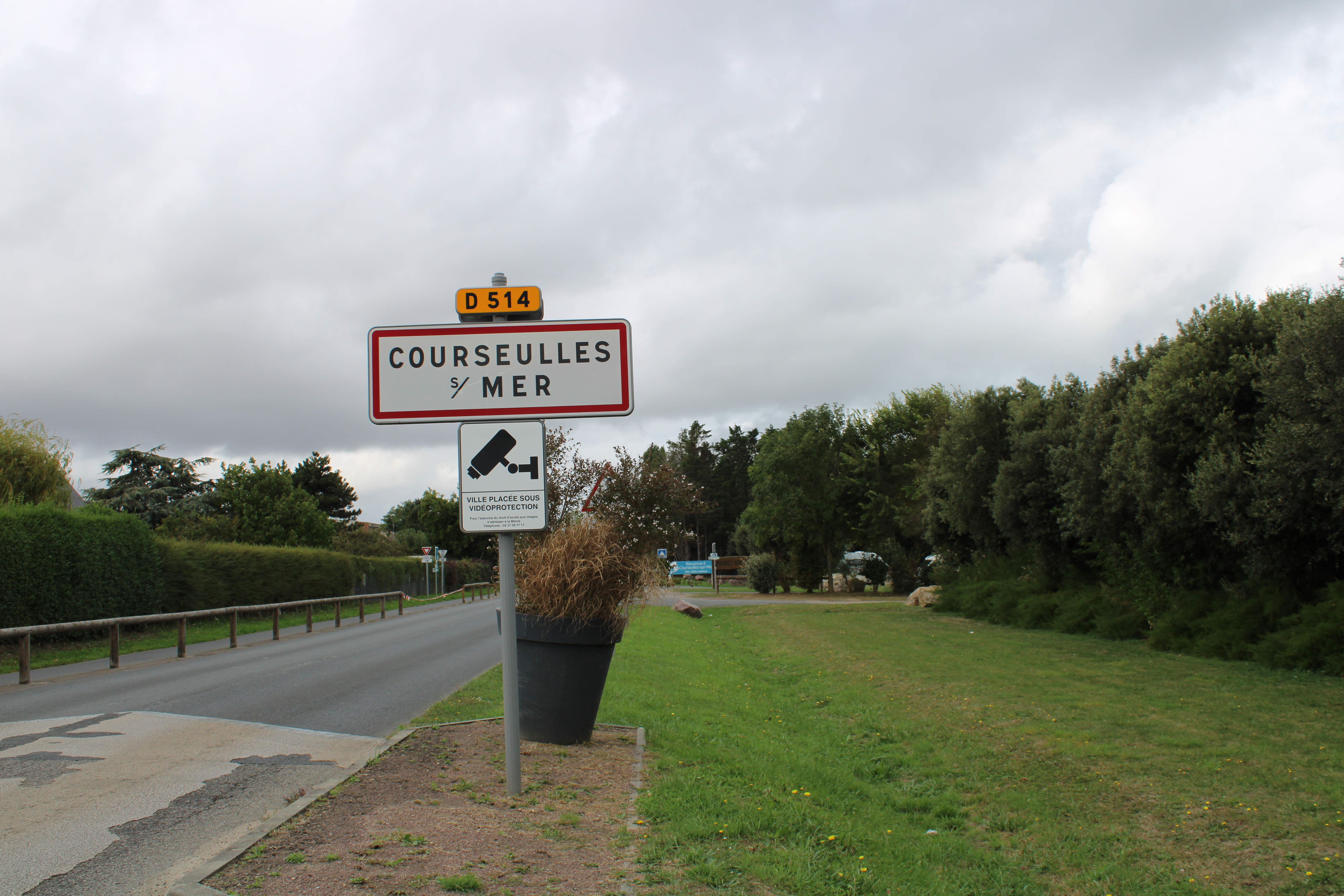
Une entrée de la ville.

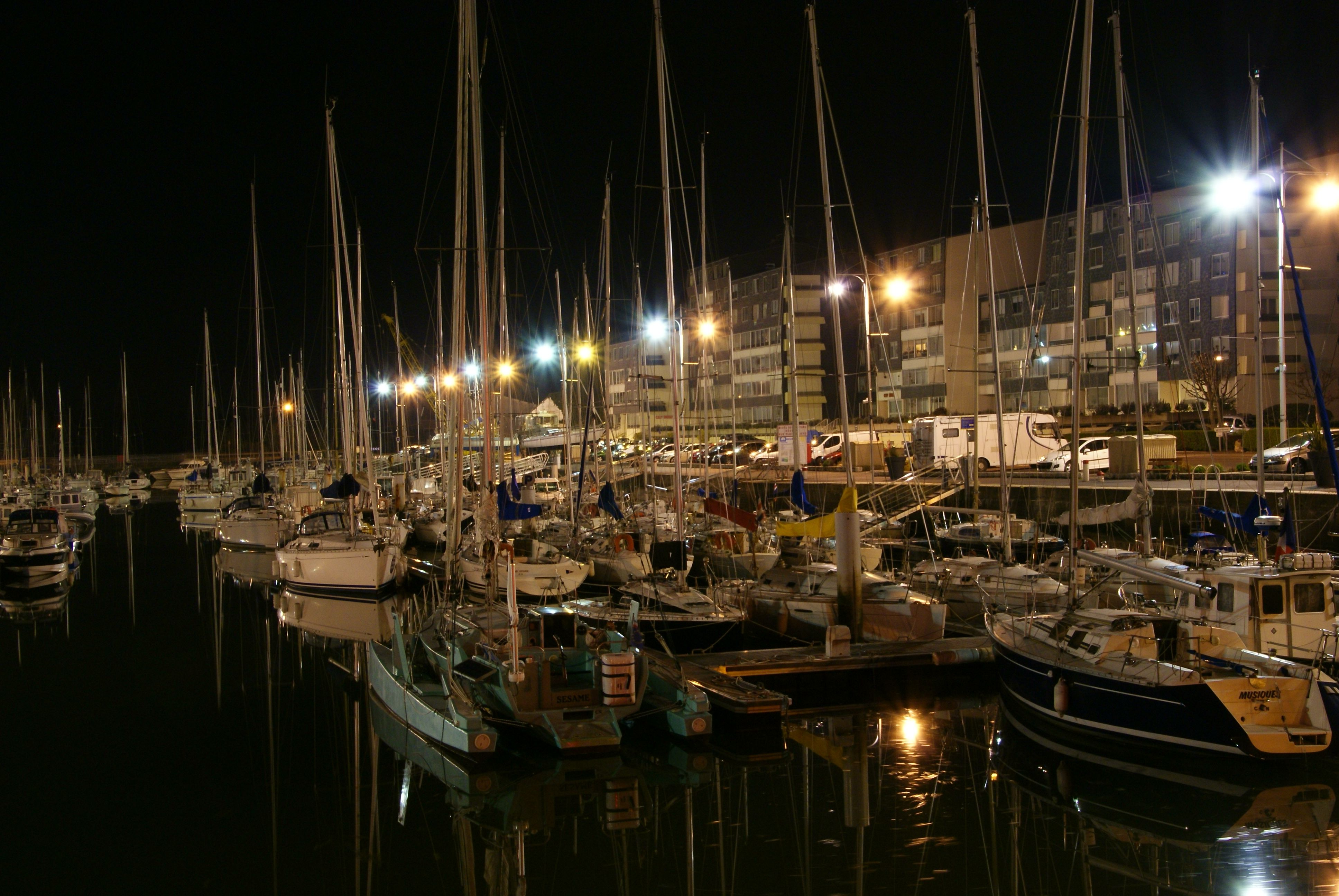
Le port de plaisance et son bassin à flot.

Fleuve côtier, la Seulles avait jadis son embouchure à Bernières-sur-Mer. À la suite d'une tempête celle-ci s'est ensablée et s'est déplacée naturellement vers l'ouest. La ville a pu alors se développer au fil du temps en creusant un « port à flot », aujourd'hui nommé bassin de Joinville sur  l'emplacement d'un ancien marais, la Seulles se jetant depuis quant à elle dans l'avant-port qui subit les marées. Ce port autrefois tourné vers une économie de pêche, de quelques transports en vrac et de petites construction navale avec la CNR (Chantiers normands réunis), doit l'essentiel de son activité actuelle à la navigation de plaisance.

### Hydrographie
La commune est située dans le bassin Seine-Normandie. Elle est drainée par la Seulles et divers autres petits cours d'eau,.
La Seulles, d'une longueur de 72 km, prend sa source dans la commune de Dialan sur Chaîne et se jette  dans la baie de Seine sur la commune, après avoir traversé 31 communes. 

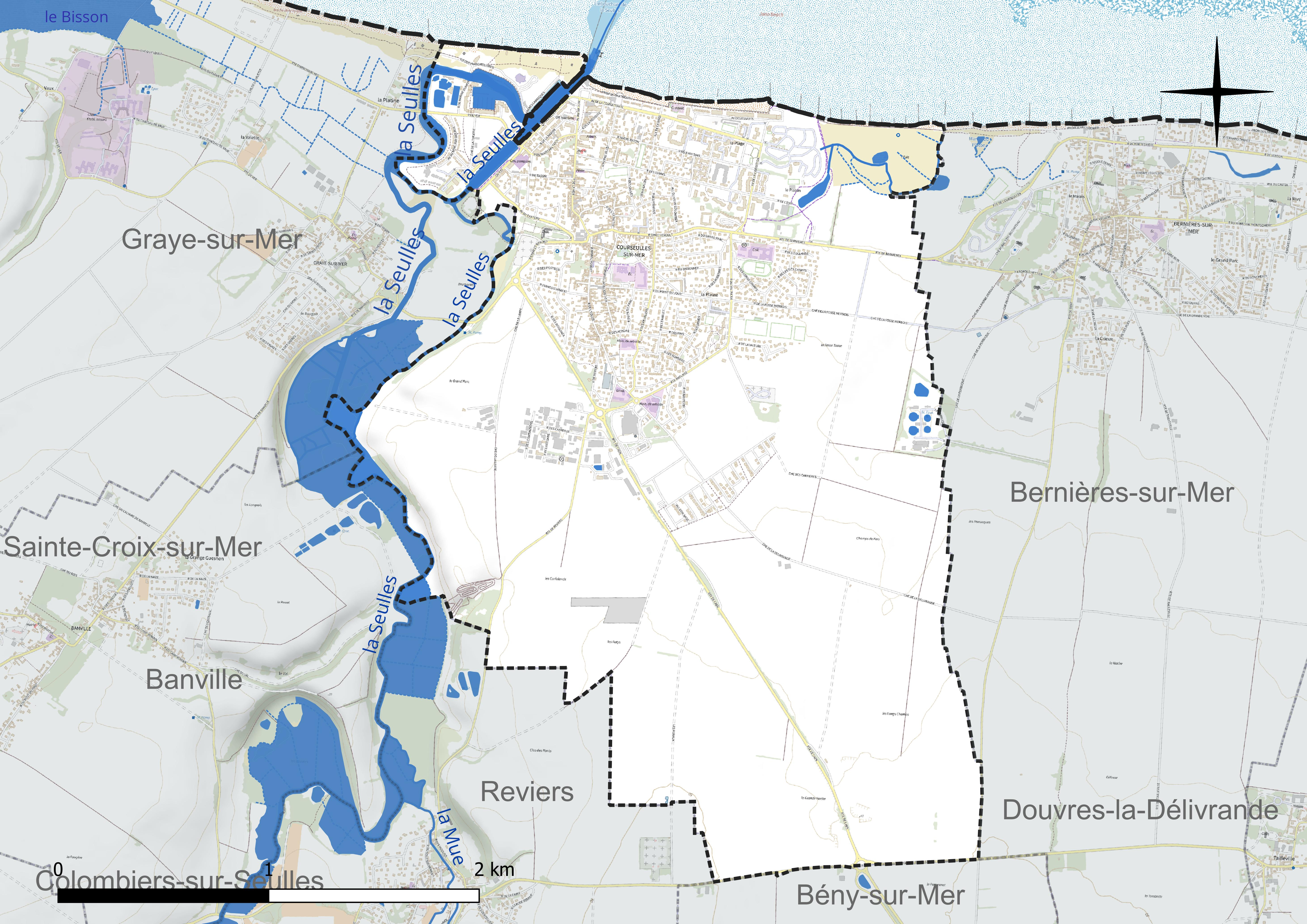
Réseau hydrographique de Courseulles-sur-Mer.

### Climat
Pour des articles plus généraux, voir Climat de la Normandie et Climat du Calvados.
En 2010, le climat de la commune est de type climat océanique franc, selon une étude du CNRS s'appuyant sur une série de données couvrant la période 1971-2000. En 2020, Météo-France publie une typologie des climats de la France métropolitaine dans laquelle la commune est exposée à un climat océanique et est dans la région climatique  Normandie (Cotentin, Orne), caractérisée par une pluviométrie relativement élevée (850 mm/a) et un été frais (15,5 °C) et venté. Parallèlement le GIEC normand, un groupe régional d'experts sur le climat, différencie quant à lui, dans une étude de 2020, trois grands types de climats pour la région Normandie, nuancés à une échelle plus fine par les facteurs géographiques locaux. La commune est, selon ce zonage, exposée à un « climat des plateaux abrités », correspondant à la plaine agricole de Caen à Falaise, sous le vent des collines de Normandie et proche de la mer, se caractérisant par une pluviométrie et des contraintes thermiques modérées.
Pour la période 1971-2000, la température annuelle moyenne est de 10,9 °C, avec  une amplitude thermique annuelle de 11,5 °C. Le cumul annuel moyen de précipitations est de 656 mm, avec 11,6 jours de précipitations en janvier et 7,1 jours en juillet. Pour la période 1991-2020, la température moyenne annuelle observée sur la station météorologique la plus proche, située sur la commune de Bernières-sur-Mer à 3 km à vol d'oiseau, est de 11,7 °C et le cumul annuel moyen de précipitations est de 695,0 mm,. Pour l'avenir, les paramètres climatiques de la commune estimés pour 2050 selon différents scénarios d'émission de gaz à effet de serre sont consultables sur un site dédié publié par Météo-France en novembre 2022.

## Urbanisme

### Typologie
Au 1er janvier 2024, Courseulles-sur-Mer est catégorisée petite ville, selon la nouvelle grille communale de densité à 7 niveaux définie par l'Insee en 2022.
Elle appartient à l'unité urbaine de Courseulles-sur-Mer, une unité urbaine monocommunale constituant une ville isolée,. Par ailleurs la commune fait partie de l'aire d'attraction de Caen, dont elle est une commune de la couronne,. Cette aire, qui regroupe 296 communes, est catégorisée dans les aires de 200 000 à moins de 700 000 habitants,.
La commune, bordée par la baie de Seine, est également une commune littorale au sens de la loi du 3 janvier 1986, dite loi littoral. Des dispositions spécifiques d'urbanisme s'y appliquent dès lors afin de préserver les espaces naturels, les sites, les paysages et l'équilibre écologique du littoral, tel le principe d'inconstructibilité, en dehors des espaces urbanisés, sur la bande littorale des 100 mètres, ou plus si le plan local d'urbanisme le prévoit.

### Occupation des sols
L'occupation des sols de la commune, telle qu'elle ressort de la base de données européenne d'occupation biophysique des sols Corine Land Cover (CLC), est marquée par l'importance des territoires agricoles (67,8 % en 2018), en diminution par rapport à 1990 (70,6 %). La répartition détaillée en 2018 est la suivante : 
terres arables (66,3 %), zones urbanisées (24,6 %), zones industrielles ou commerciales et réseaux de communication (4 %), zones humides intérieures (2,8 %), prairies (0,8 %), zones agricoles hétérogènes (0,8 %), zones humides côtières (0,8 %). L'évolution de l'occupation des sols de la commune et de ses infrastructures peut être observée sur les différentes représentations cartographiques du territoire : la carte de Cassini (XVIIIe siècle), la carte d'état-major (1820-1866) et les cartes ou photos aériennes de l'IGN pour la période actuelle (1950 à aujourd'hui).

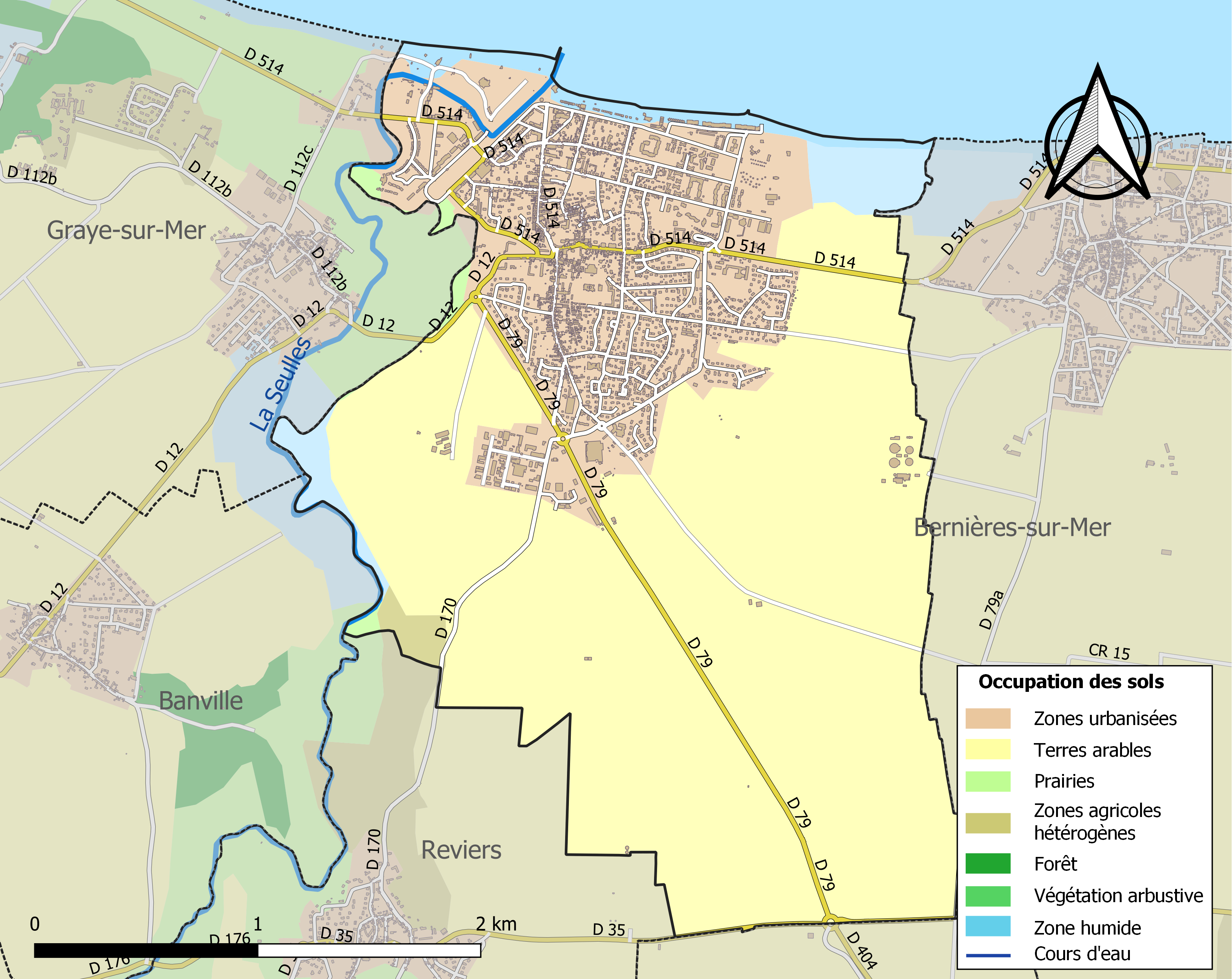
Carte des infrastructures et de l'occupation des sols de la commune en 2018 (CLC).

## Toponymie
Le toponyme est attesté sous la forme Corcella en 1059 et 1066.
Issu du bas latin corticella, « petit domaine », il a évolué par attraction du fleuve côtier qui la traverse, la Seulles. La référence à la mer a été ajouté en 1957.
Le gentilé est Courseullais.

## Histoire
On a retrouvé dans des champs proches de la ville lors de fouilles archéologiques des pièces de monnaie romaines, indice de l'occupation du site dans l'Antiquité.
Le village de Courtisigny : village, aujourd'hui disparu, précurseur de Courseulles, situé à 300 m au nord de l'intersection des routes D 79 et D 35, position IGN 49° 18′ 21″ N, 0° 26′ 15″ O.
Les mentions les plus anciennes nommant explicitement le village de Courtisigny datent des environs du milieu du XIIe siècle. Ce sont des donations et des confirmations faites en faveur de l'abbaye cistercienne d'Aunay-sur-Odon par Rohais de Crasmenil et ses fils et héritiers concernant des terres dont certaines sont situées « in valle de Cortisigni et transit per eas quedam via que itur de berneriis a cortisagni ». Au début du XIVe siècle est mentionnée la paroisse de Courtisigny au diocèse de Bayeux parmi celles qui composent la sergenterie de Bernières dans la baillie de Caen. Le toponyme désignant l'emplacement du village disparu, « Fosses Saint-Ursin », suggère que l'église paroissiale a pu être dédiée à ce saint. Ce village a existé du VIIIe au XIVe siècle. Le site de fouilles, situé sur la commune de Courseulles-sur-Mer, a été acheté par le conseil général du Calvados en 1998 et on a retrouvé les fondations d'habitations et de l'église.
Aux XVIIIe et XIXe siècles, des ostréiculteurs de Courseulles expédiaient des huîtres pour la vente à Paris.
Le 6 juin 1944, la plage de Courseulles faisait partie du secteur Mike de Juno Beach. La prise de Juno Beach fut assignée à la 3e Division d'infanterie canadienne commandée par le major-général Rodney Keller. Le secteur Mike devant  Graye-sur-Mer et Courseulles devait être contrôlé par la 7e brigade appuyée par le 6e régiment blindé canadien (1st Hussars). Malgré la mer démontée qui interdisait  une mise à l'eau aisée des chars amphibies, quelques chars des 1st Hussars purent être mis à terre pour la 7e brigade contrairement à la situation à Bernières-sur-Mer. Au cours des combats, le tankiste Léo Gariépy tira sur la  Kommandantur, le quartier général des communications du secteur. Ceux qui en sortirent les bras levés furent sans doute le premier groupe de soldats allemands à être pris vivants durant l'opération Overlord. Léo Gariépy revint à Courseulles pour y finir ses jours.
Premier port libéré, le port de Courseulles fut le siège d'une intense activité jusqu'à la mise en service de Port Winston à Arromanches.
Le 14 juin 1944, le général de Gaulle traversa la Manche à bord du navire français La Combattante et débarqua sur la côte entre Courseulles et Graye-sur-Mer. Une croix de Lorraine a été érigée sur un chemin desservant la plage à la limite des deux communes, et une plaque commémorative se trouve près de la maison de la mer, à la sortie du port.

Images relatives au débarquement
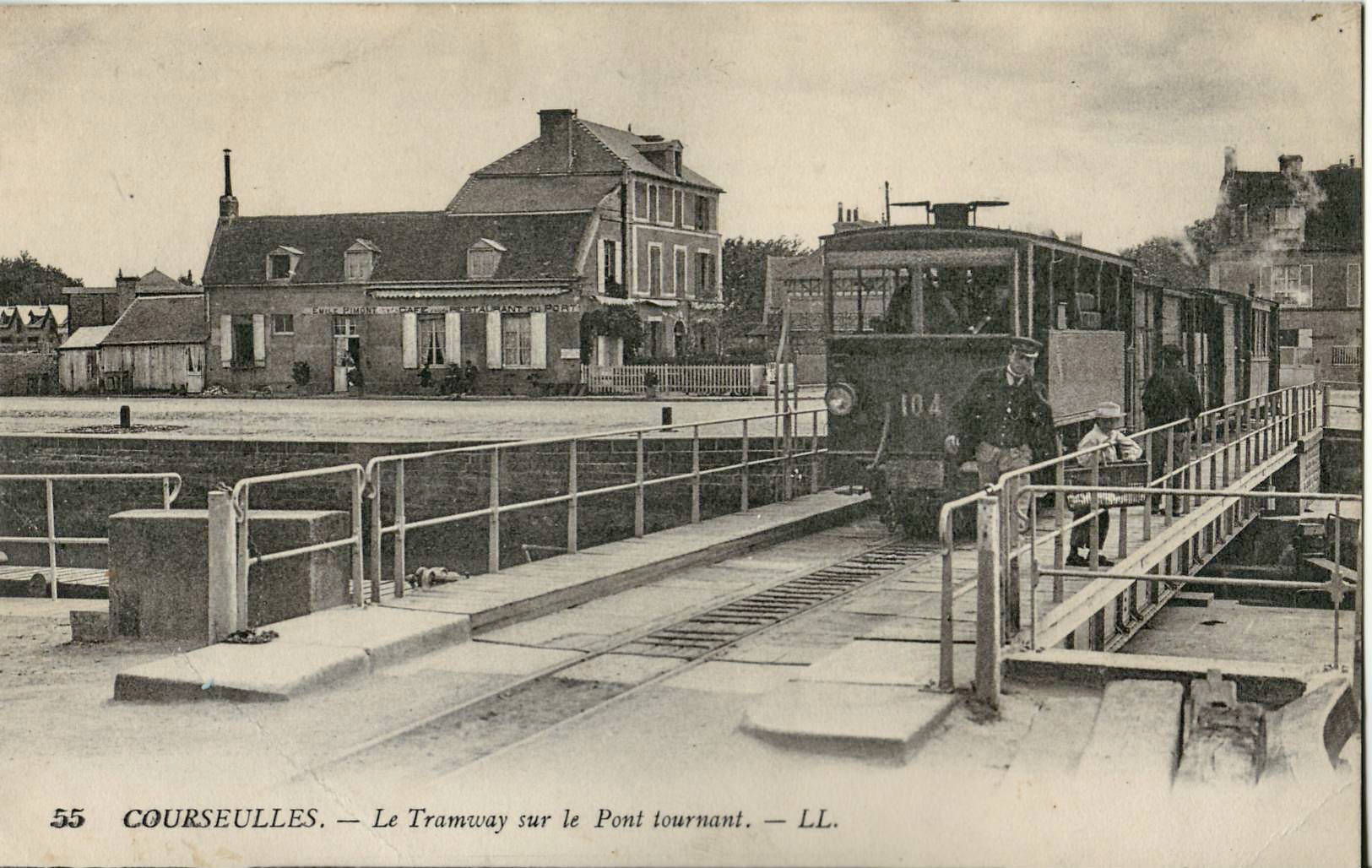
Une rame des chemins de fer du Calvados sur le pont mobile du bassin du port, pendant la Première Guerre mondiale. Cette compagnie de chemin de fer secondaire reliait la ville à Caen et Bayeux.
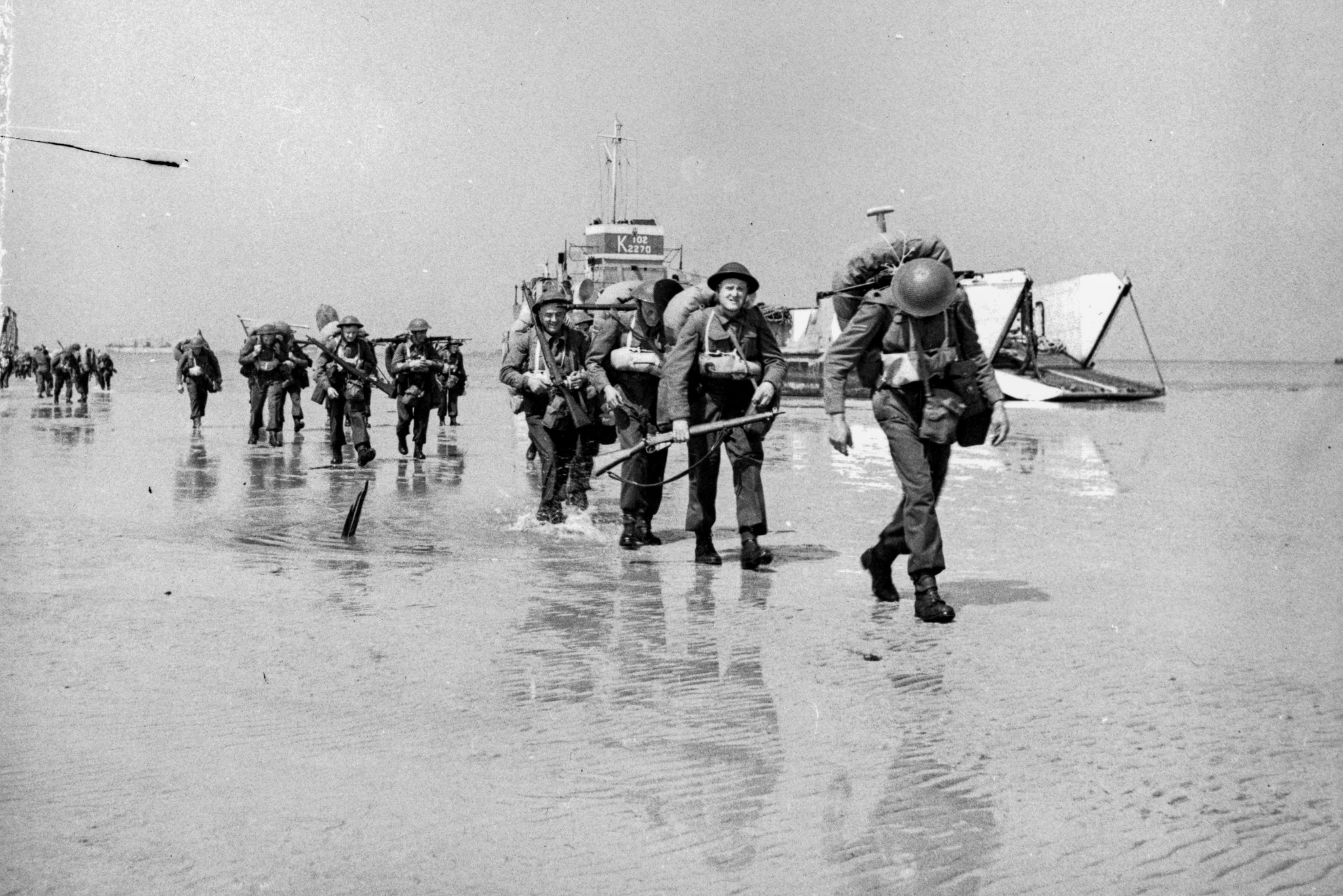
Des renforts de l'infanterie canadienne débarquant à Courseulles-sur-Mer.
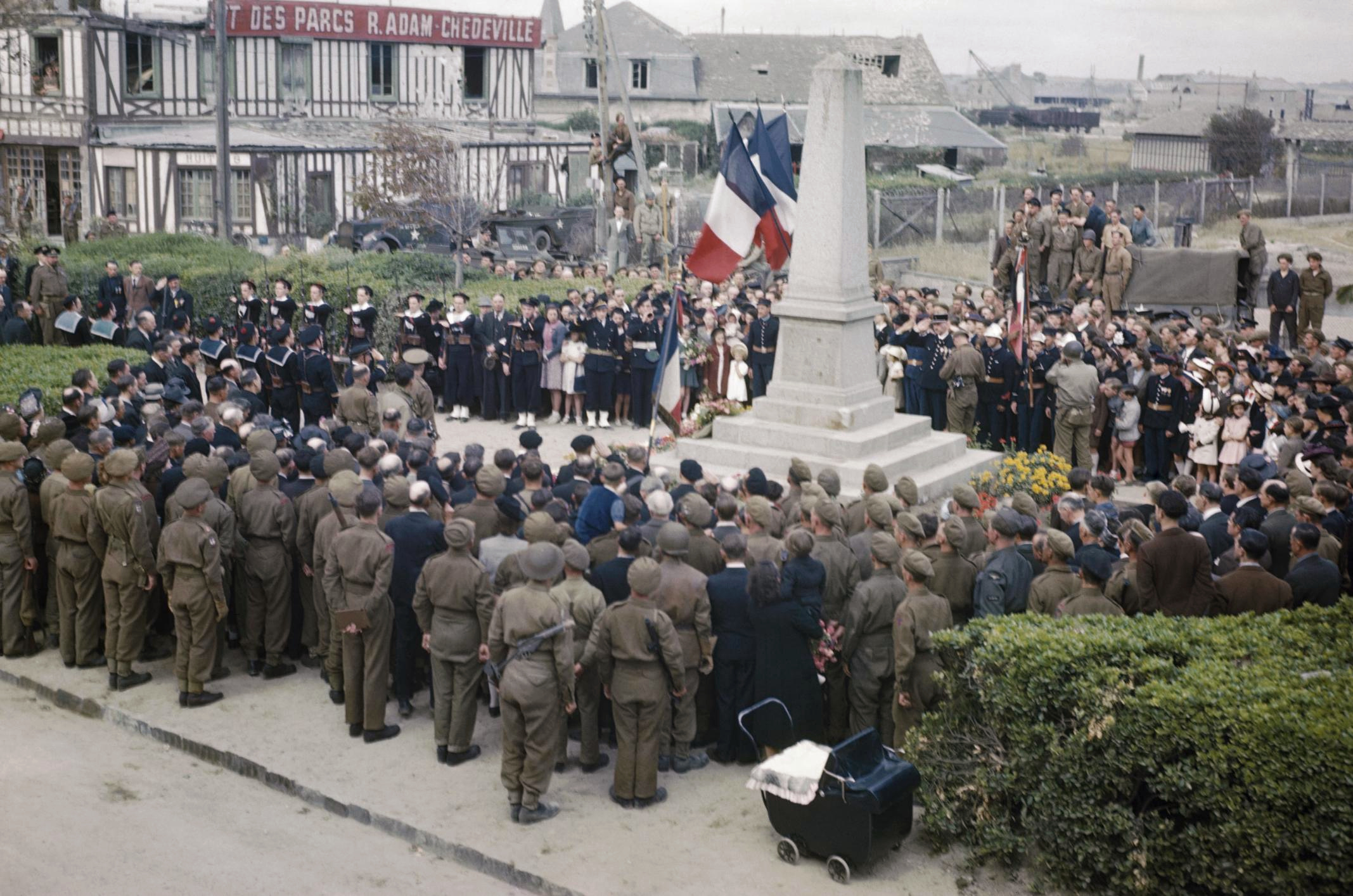
La cérémonie officielle au monument aux morts de Courseulles-sur-Mer le 14 juillet 1944, jour de la fête nationale, en présence de la population locale et de militaires de l'Armée française de la Libération et d'unités alliées.

## Politique et administration

### Administration municipale
Le conseil municipal est composé de vingt-sept membres dont le maire et huit adjoints.

### Jumelages
- Dartmouth (Royaume-Uni) depuis 1977.
- Rigaud (Canada) depuis 1991[27].
- Goldbach (Allemagne) depuis 1995.

### Labels
La commune est une ville fleurie (deux fleurs) au concours des villes et villages fleuris.

## Population et société

### Démographie
L'évolution du nombre d'habitants est connue à travers les recensements de la population effectués dans la commune depuis 1793. Pour les communes de moins de 10 000 habitants, une enquête de recensement portant sur toute la population est réalisée tous les cinq ans, les populations de référence des années intermédiaires étant quant à elles estimées par interpolation ou extrapolation. Pour la commune, le premier recensement exhaustif entrant dans le cadre du nouveau dispositif a été réalisé en 2008.
En 2022, la commune comptait 4 202 habitants, en évolution de +1,11 % par rapport à 2016 (Calvados : +1,58 %, France hors Mayotte : +2,11 %).
Courseulles-sur-Mer est la commune la plus peuplée du canton de Creully.
Sous l'impulsion du maire Jean-Pierre Baudard (1961-1976) durant les années 60, la commune se modernise et de nouveaux logements sont construits, ce qui explique l'expansion démographique de la ville durant cette période. (+ 50.71 %)
| 1793  | 1800  | 1806  | 1821  | 1831  | 1836  | 1841  | 1846  | 1851  |
| ----- | ----- | ----- | ----- | ----- | ----- | ----- | ----- | ----- |
| 1 316 | 1 446 | 1 437 | 1 388 | 1 445 | 1 541 | 1 565 | 1 533 | 1 627 |

| 1856  | 1861  | 1866  | 1872  | 1876  | 1881  | 1886  | 1891  | 1896  |
| ----- | ----- | ----- | ----- | ----- | ----- | ----- | ----- | ----- |
| 1 666 | 1 687 | 1 779 | 1 603 | 1 622 | 1 533 | 1 514 | 1 424 | 1 350 |

| 1901  | 1906  | 1911  | 1921  | 1926  | 1931  | 1936  | 1946  | 1954  |
| ----- | ----- | ----- | ----- | ----- | ----- | ----- | ----- | ----- |
| 1 315 | 1 289 | 1 300 | 1 276 | 1 135 | 1 206 | 1 192 | 1 547 | 1 563 |

| 1962  | 1968  | 1975  | 1982  | 1990  | 1999  | 2006  | 2008  | 2013  |
| ----- | ----- | ----- | ----- | ----- | ----- | ----- | ----- | ----- |
| 1 684 | 1 938 | 2 538 | 2 992 | 3 182 | 3 886 | 4 106 | 4 169 | 4 221 |

| 2018  | 2022  | - | - | - | - | - | - | - |
| ----- | ----- | - | - | - | - | - | - | - |
| 4 242 | 4 202 | - | - | - | - | - | - | - |

### Enseignement
Il existe un collège : le collège Quintefeuille.
La ville possède également une école primaire et une école maternelle.

### Manifestations culturelles et festivités
- Fête de la mer le 15 août.
- Les JardiFoliz : depuis 2007, l'art ouvre les jardins privés au public. Un week-end culturel et convivial, entre fin mai et mi-juin.
- En mars, le carnaval des enfants des écoles.
- En juin, la fête des écoles.
- En décembre, le marché de Noël organisé par l'Association des parents d'élèves de l'école et du collège de Courseulles.
- Feu d'artifice du 14 juillet.

### Sports
Le « Réveil Saint-Germain » de Courseulles fait évoluer une équipe de football en ligue de Basse-Normandie et deux autres en divisions de district.
Courseulles-sur-Mer est le point de départ du marathon de la Liberté.
Le « Courseulles Handball Club » est un des clubs phares de la ligue de Normandie de handball. Connu et reconnu pour sa formation, ses équipes masculine et féminine évoluent en National 3.

## Économie

### Entreprises et commerces

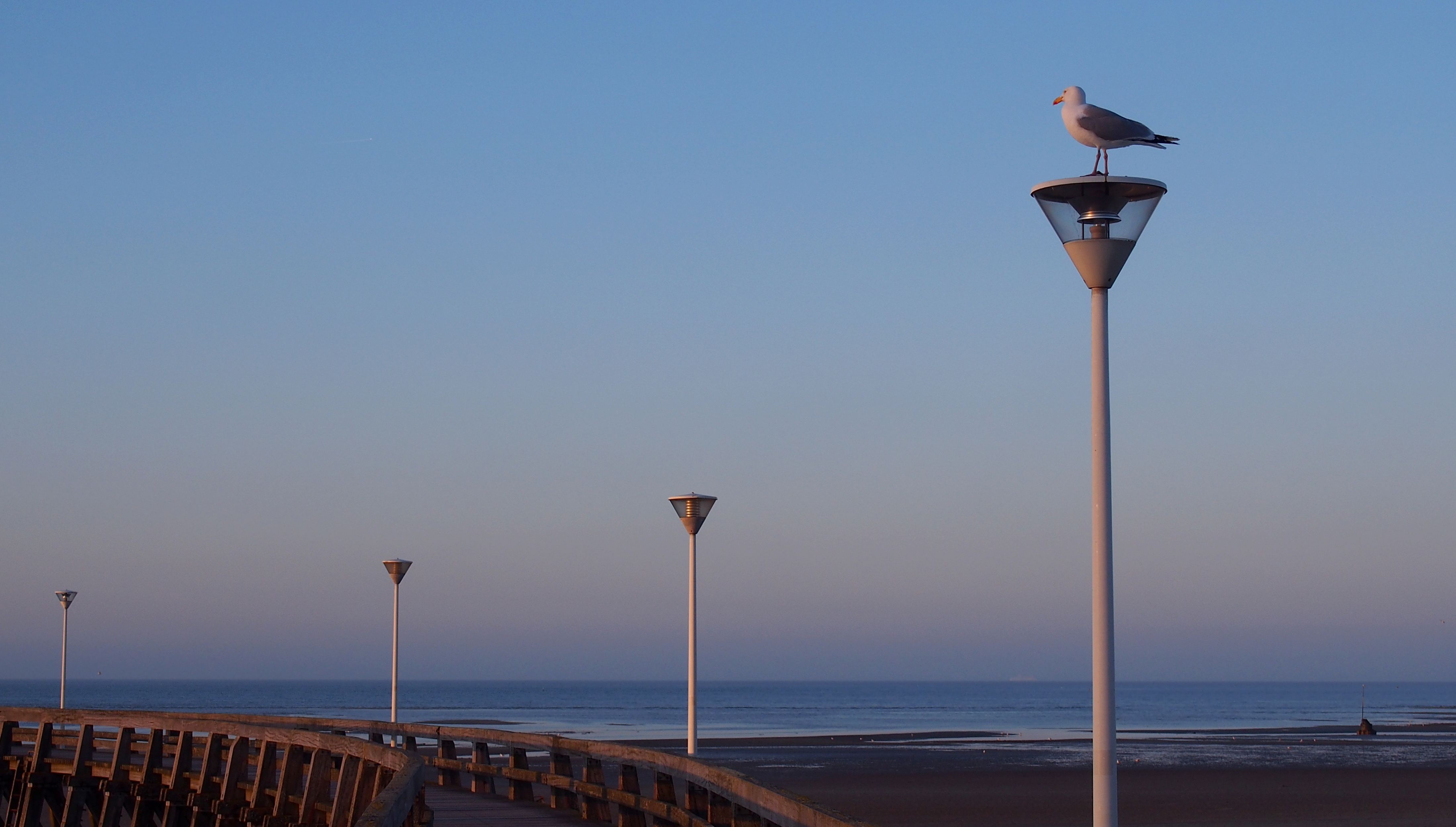
La jetée en estacade.

Depuis novembre 2009, Courseulles-sur-Mer bénéficie de la dénomination commune touristique. Elle dispose d'un office de tourisme ouvert toute l'année.
Courseulles-sur-Mer a deux principaux attraits touristiques : 
- C'est une plage du débarquement, elle fait partie du secteur canadien Juno Beach entre Arromanches et Ouistreham, et attire de nombreux visiteurs chaque année pour le tourisme de mémoire.
- C'est aussi une station balnéaire, à 20 kilomètres de Caen et de Bayeux, qui propose de nombreuses activités nautiques et de loisirs à deux heures de Paris : deux grandes plages de sable, deux ports de plaisance, des animations toute l'année…

Il existe le projet d'un important parc éolien en mer au large de Courseulles-sur-Mer, composé de 75 éoliennes d'une capacité unitaire de 6 MW, soit une puissance totale de 450 MW, sur une zone de 50 km² localisée de 10 à 16 km des côtes.

## Culture locale et patrimoine

### Lieux et monuments
- Château de Courseulles de style Louis XIII, classé au titre des Monuments historiques depuis le 19 novembre 1910[34] (propriété privée).
- Église Saint-Germain, du XVIIIe siècle.
- Manoir de Clerval, du XVIIIe siècle.
- Le Centre Juno Beach :  centre culturel sur le Canada, unique musée canadien sur les plages du débarquement et son parc Juno appelé Les Jardins de la mer.
- Le musée de Courseulles.
- L'ancienne gare de Courseulles.
- Présence d'un site archéologique à la sortie du village exploité par l'Université de Caen.
- Sur la limite du territoire communal entre Courseulles et Graye-sur-Mer[35], la croix de Lorraine à l'endroit où le général de Gaulle a débarqué en 1944.
- Un ancien moulin à vent à colombage à l'embouchure de la Seulles.
- Le calvaire face à la mer à l'embouchure de la Seulles.
- Le monument aux morts du 14 juin 1944.
- Le bunker StP31.

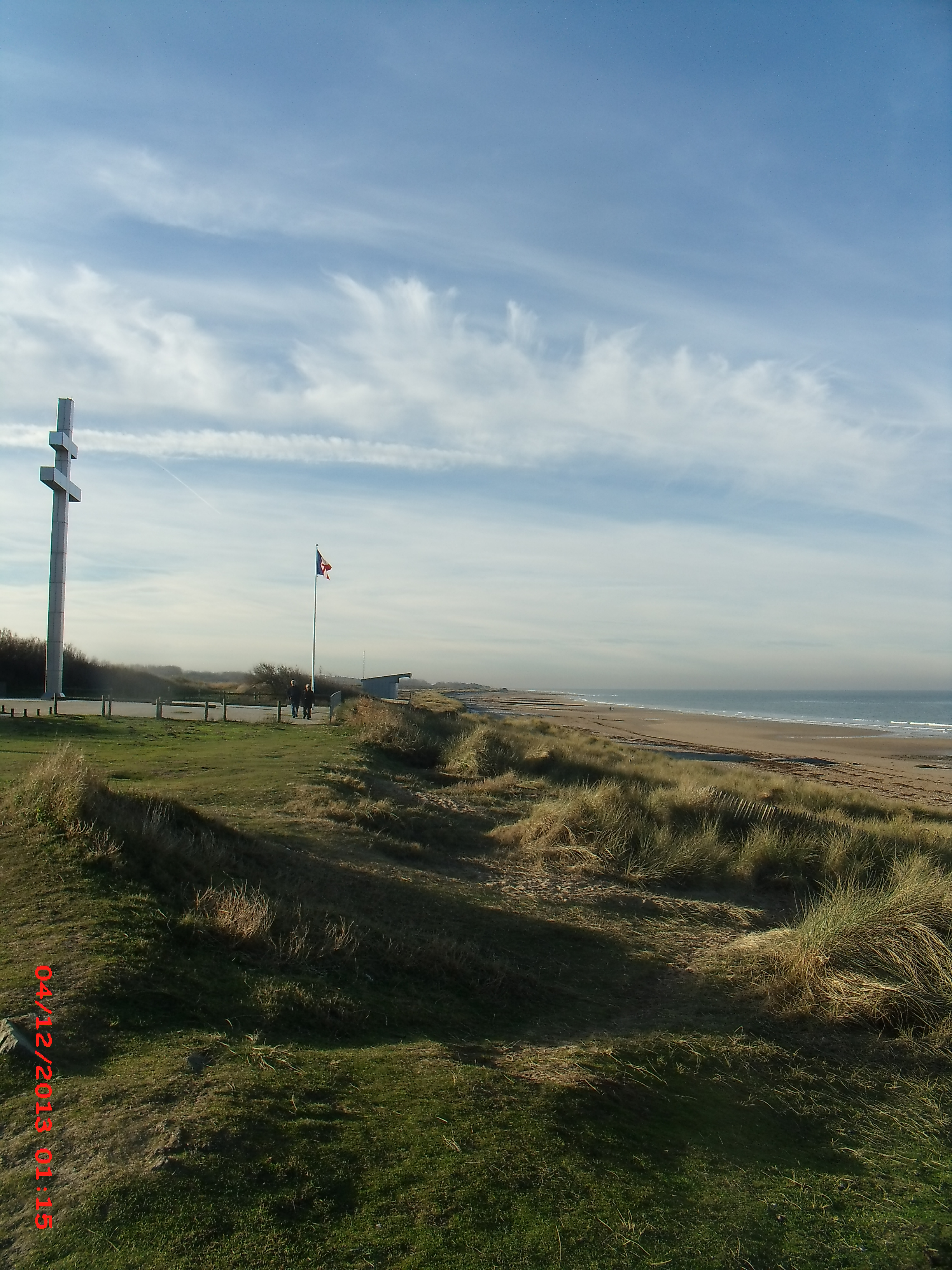
Site de Juno Beach avec la croix de Lorraine
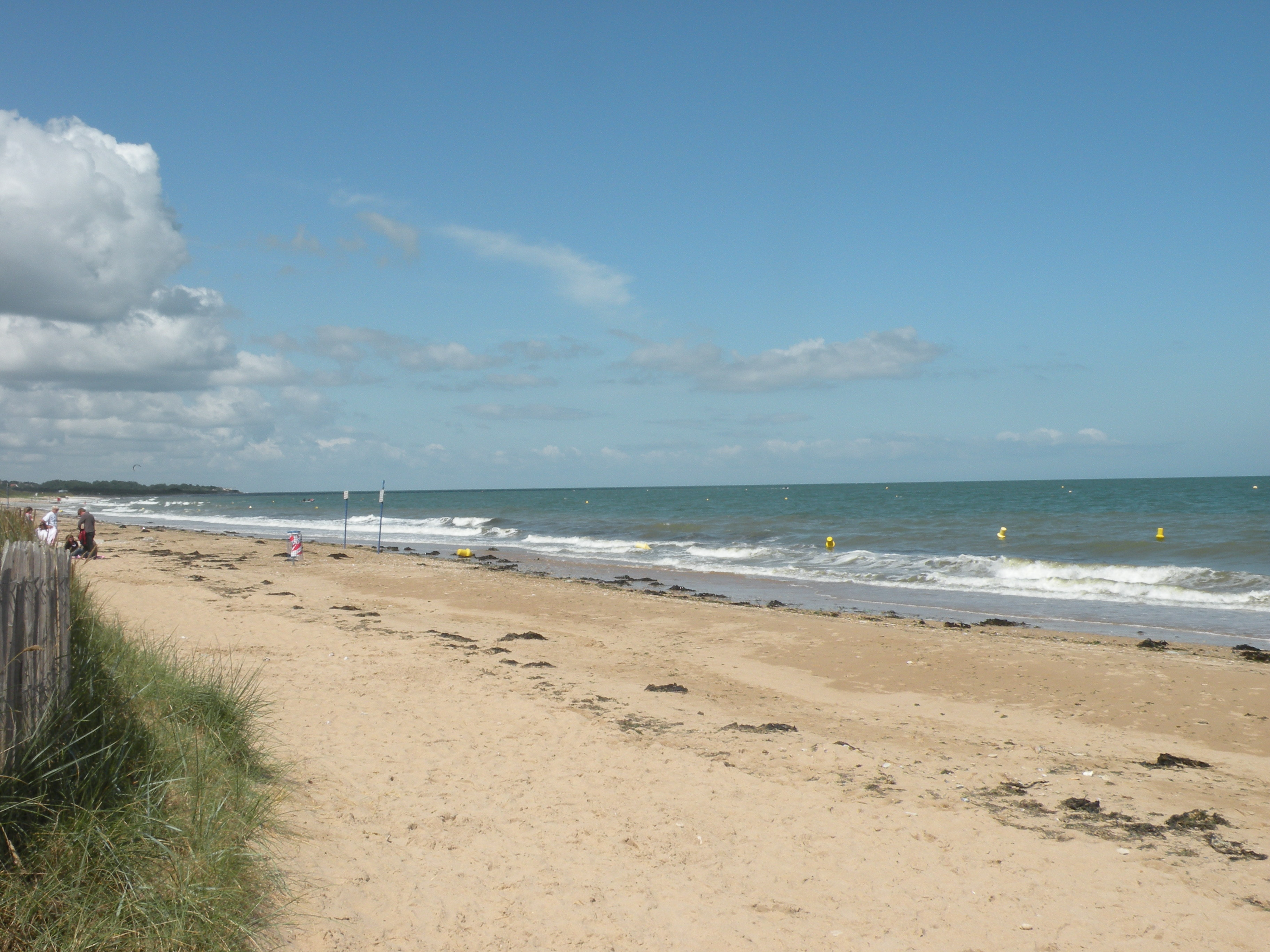
La plage Juno.
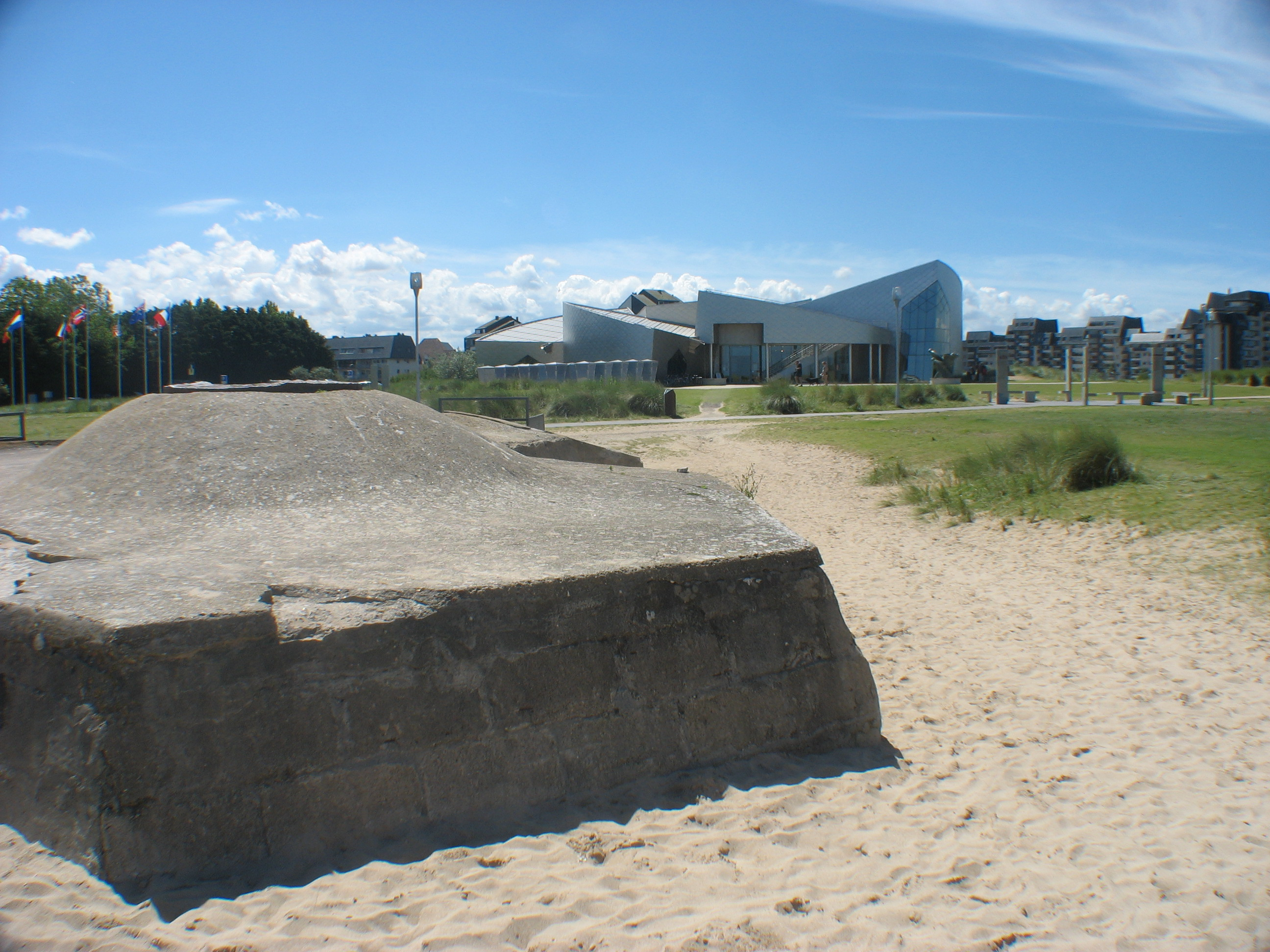
Bunker allemand et centre Juno Beach.
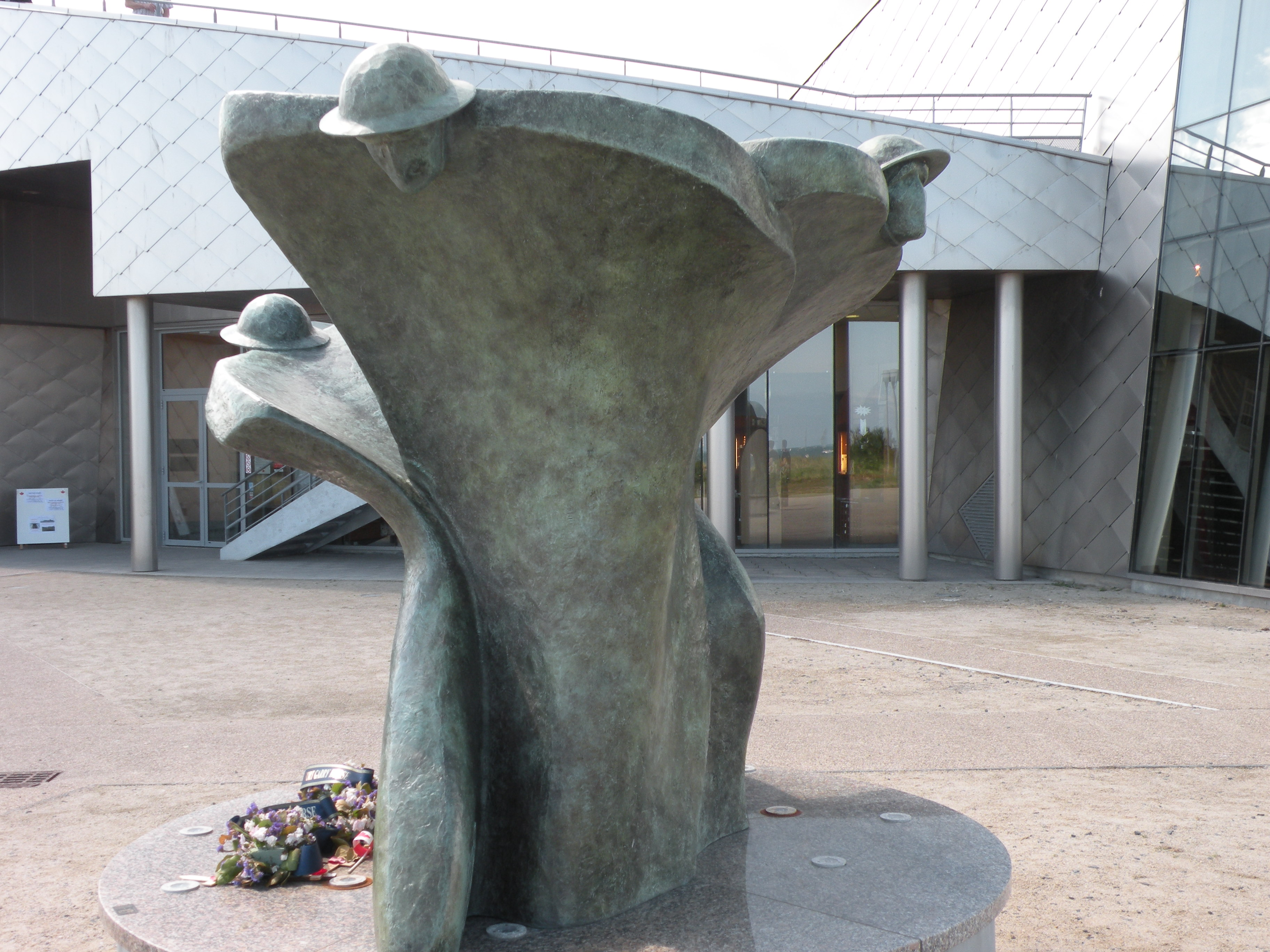
Le Souvenir ranimé, monument en face du centre Juno Beach.
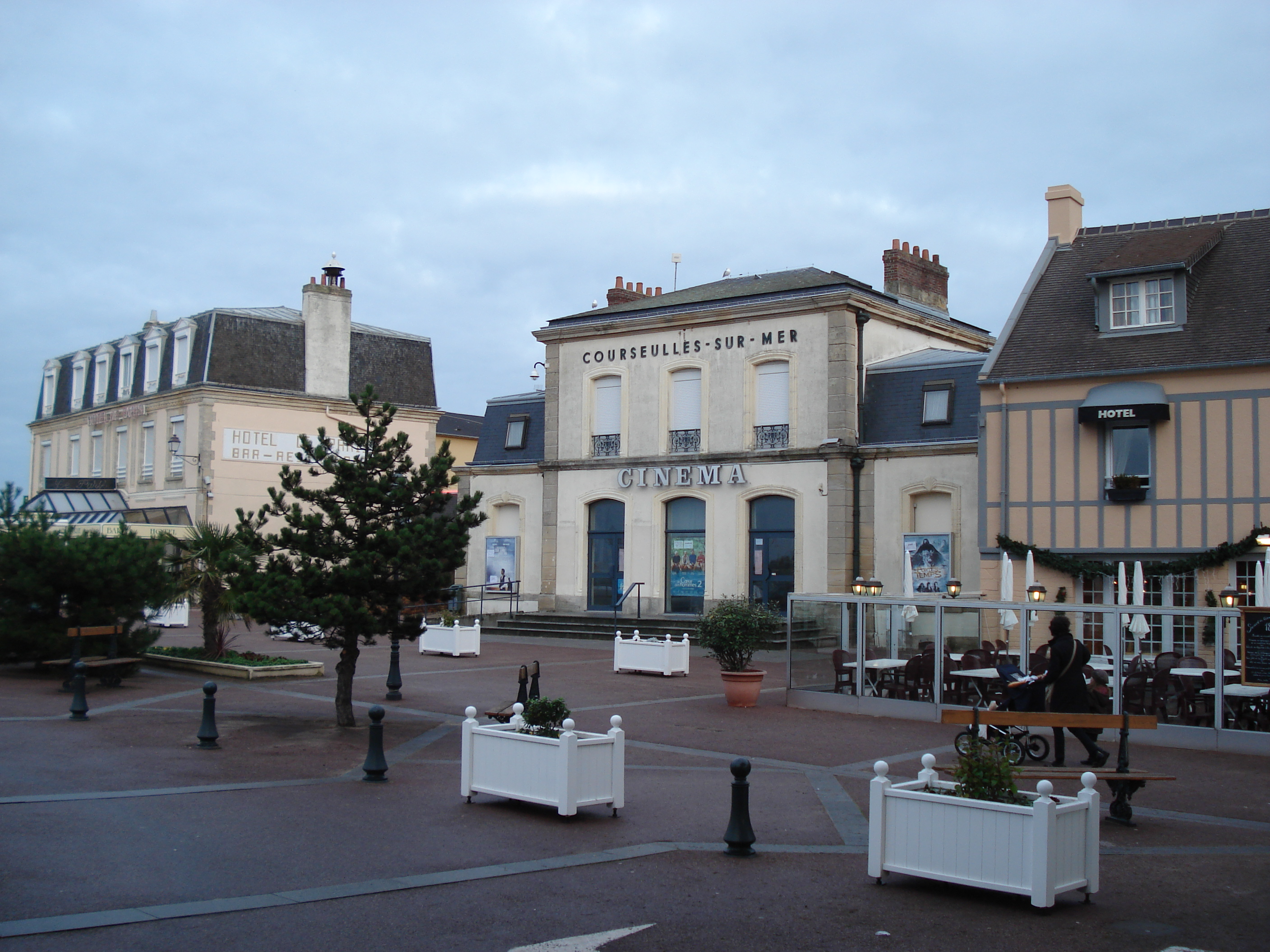
L'ancienne gare.
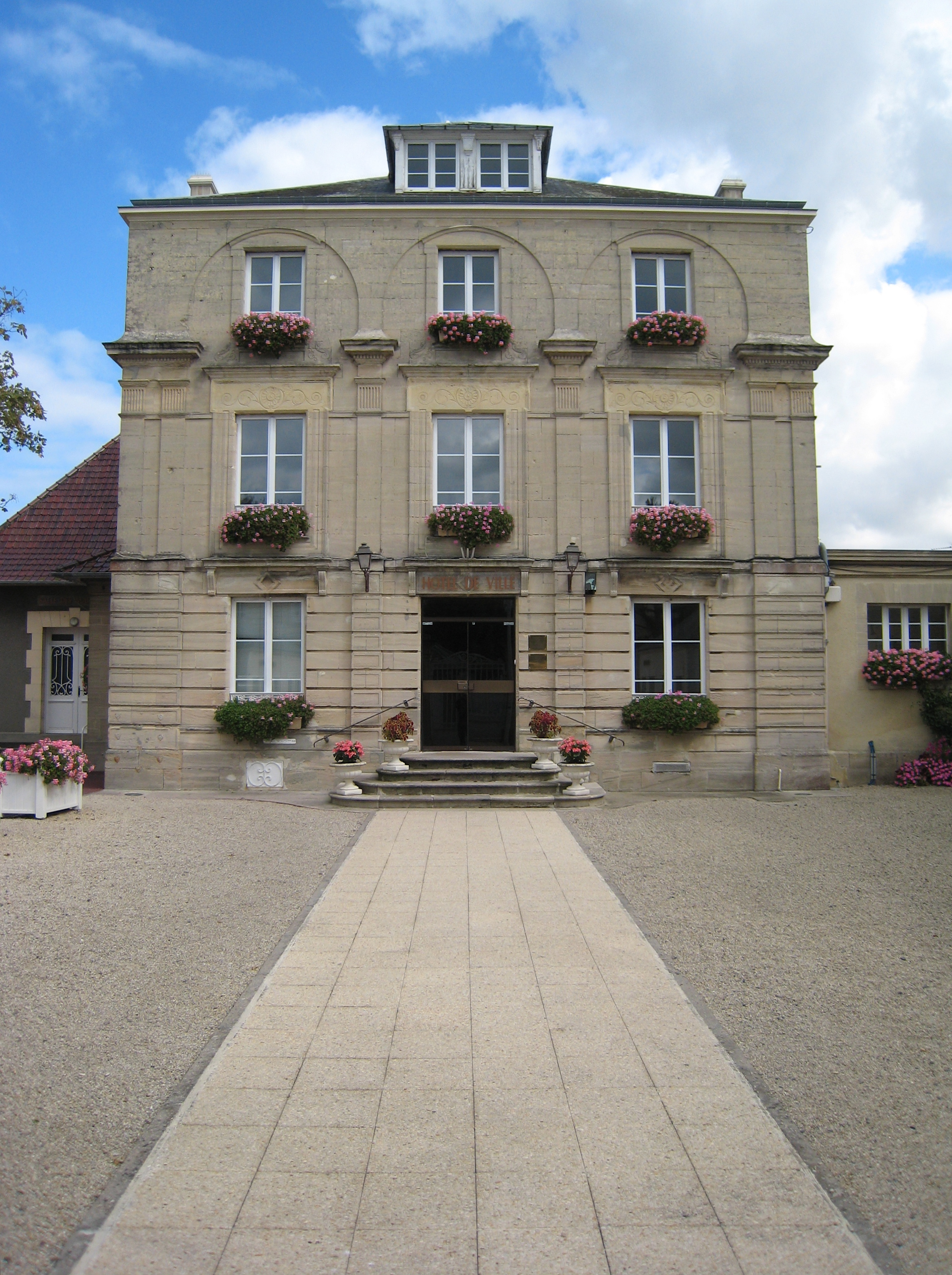
L'hôtel de ville.
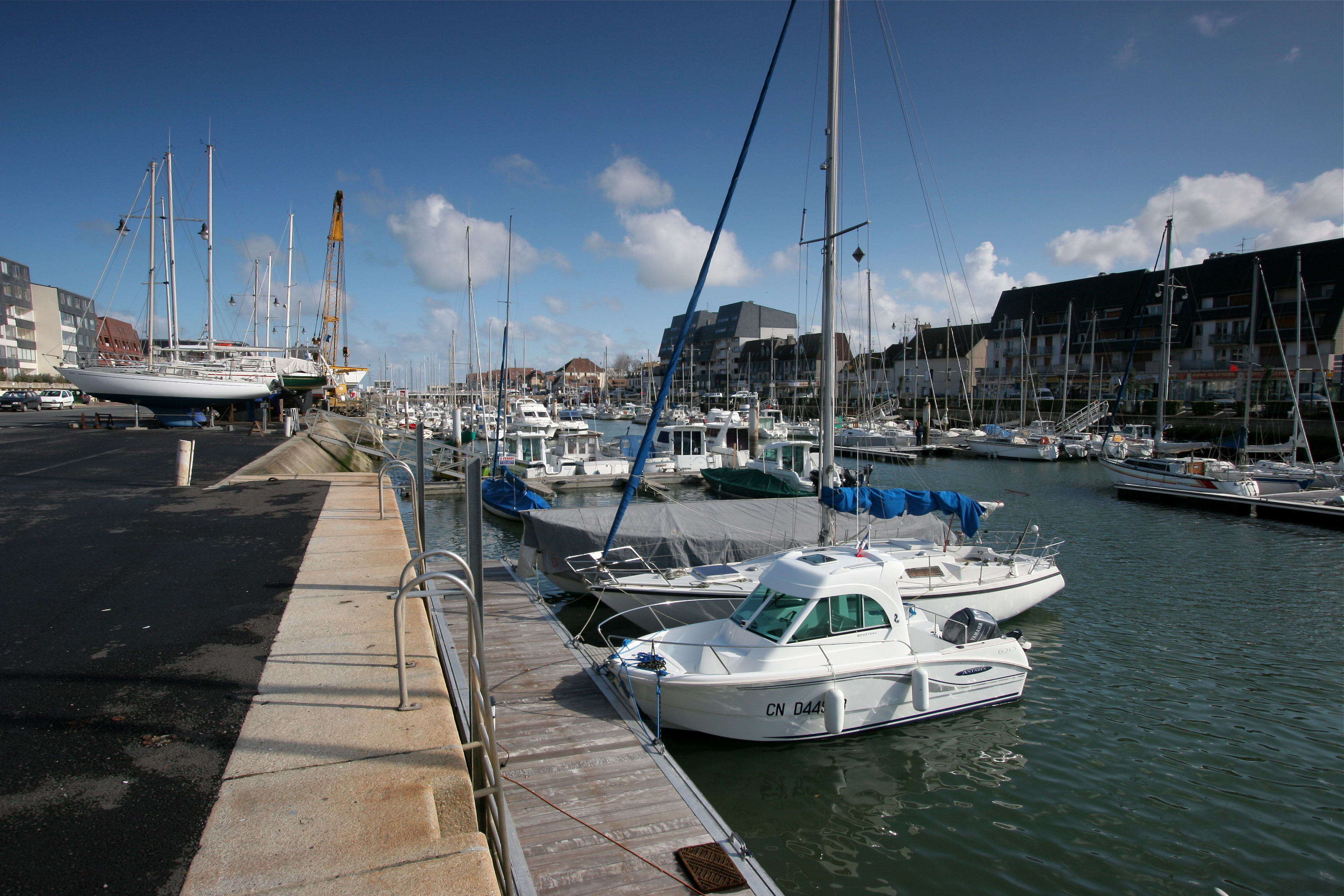
Le port de plaisance à flot, bassin de Joinville.
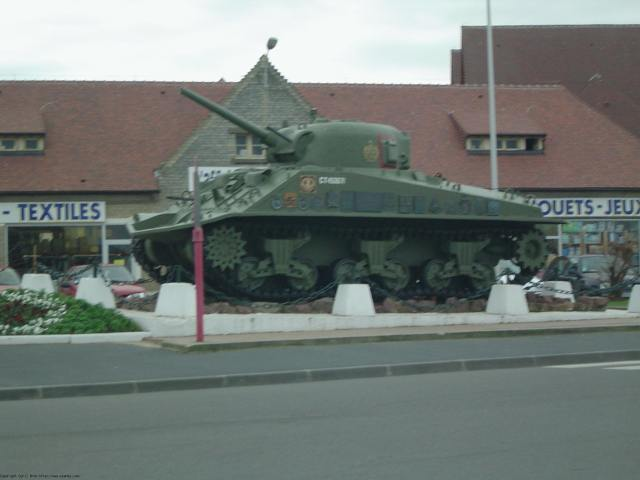
Char Sherman M4.
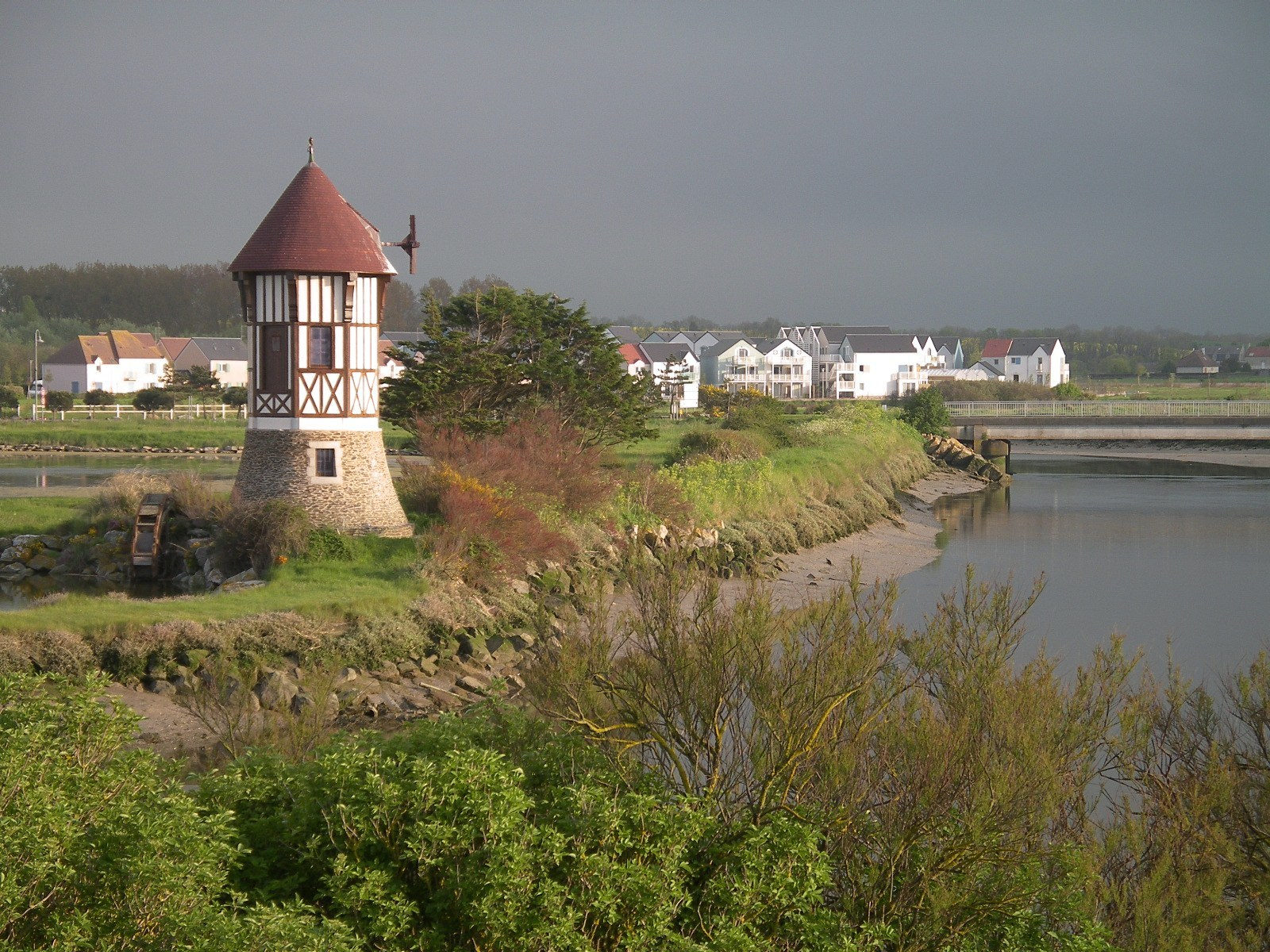
L'ancien moulin et la Seulles.
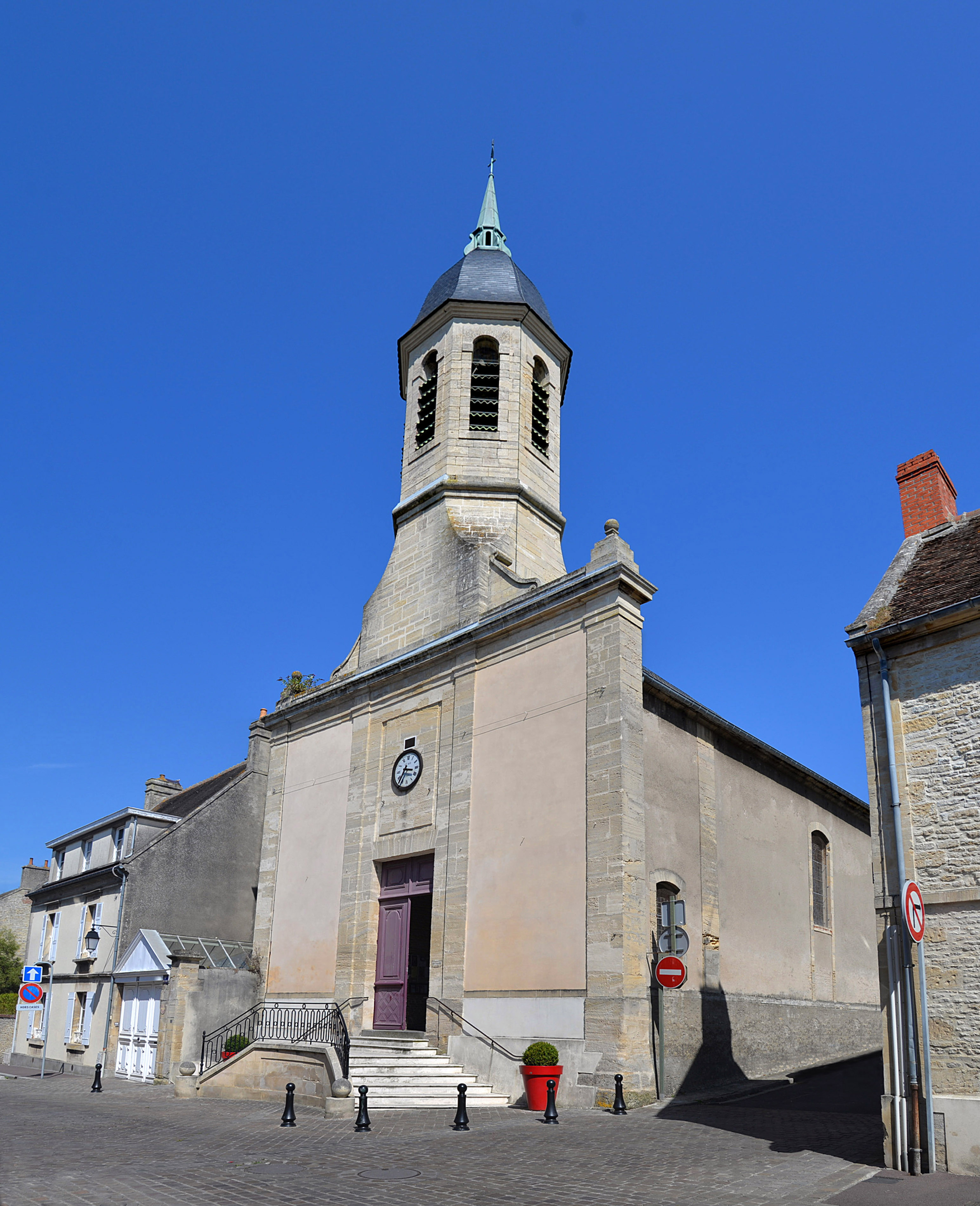
L'église Saint-Germain.
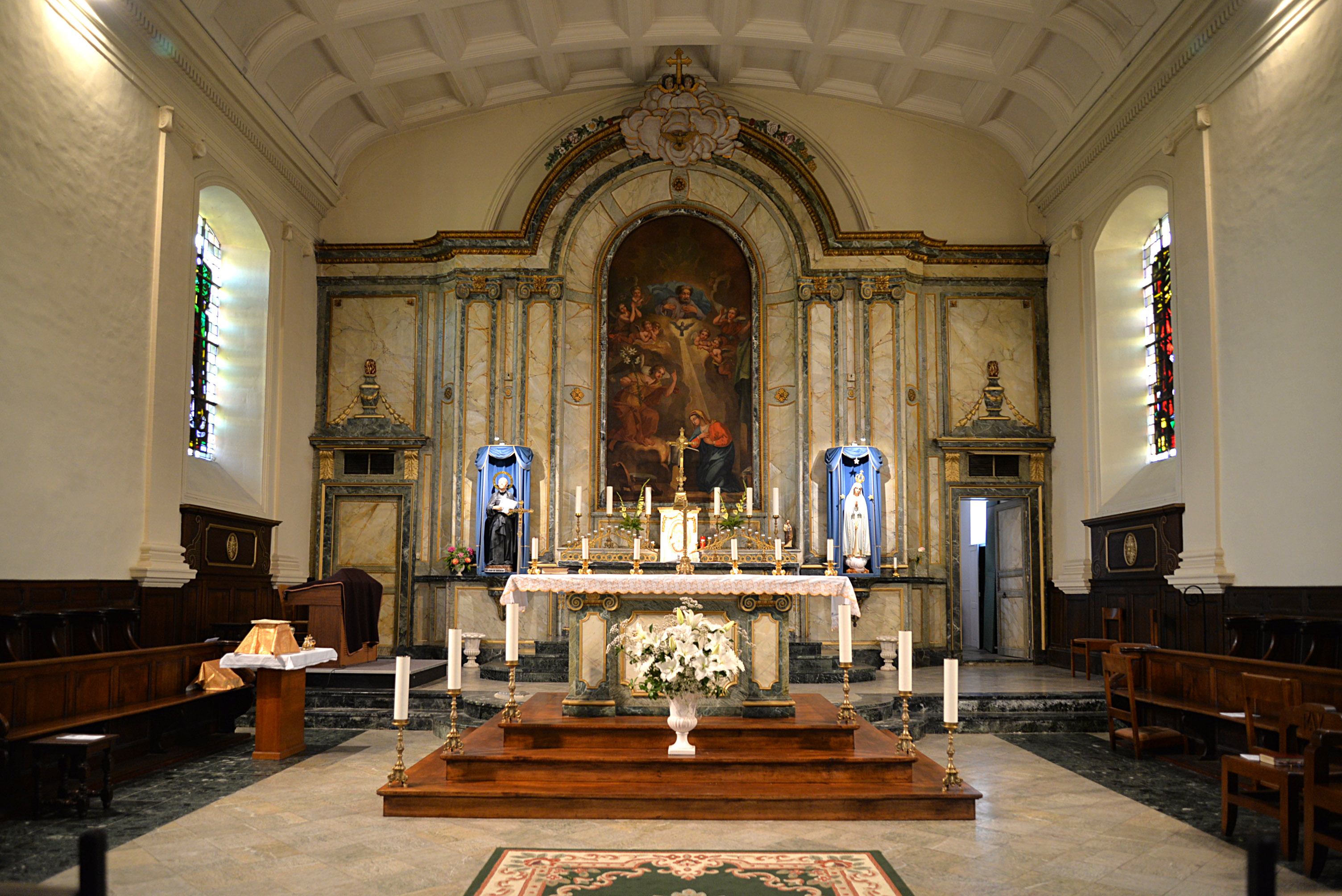
Le chœur de l'église Saint-Germain.
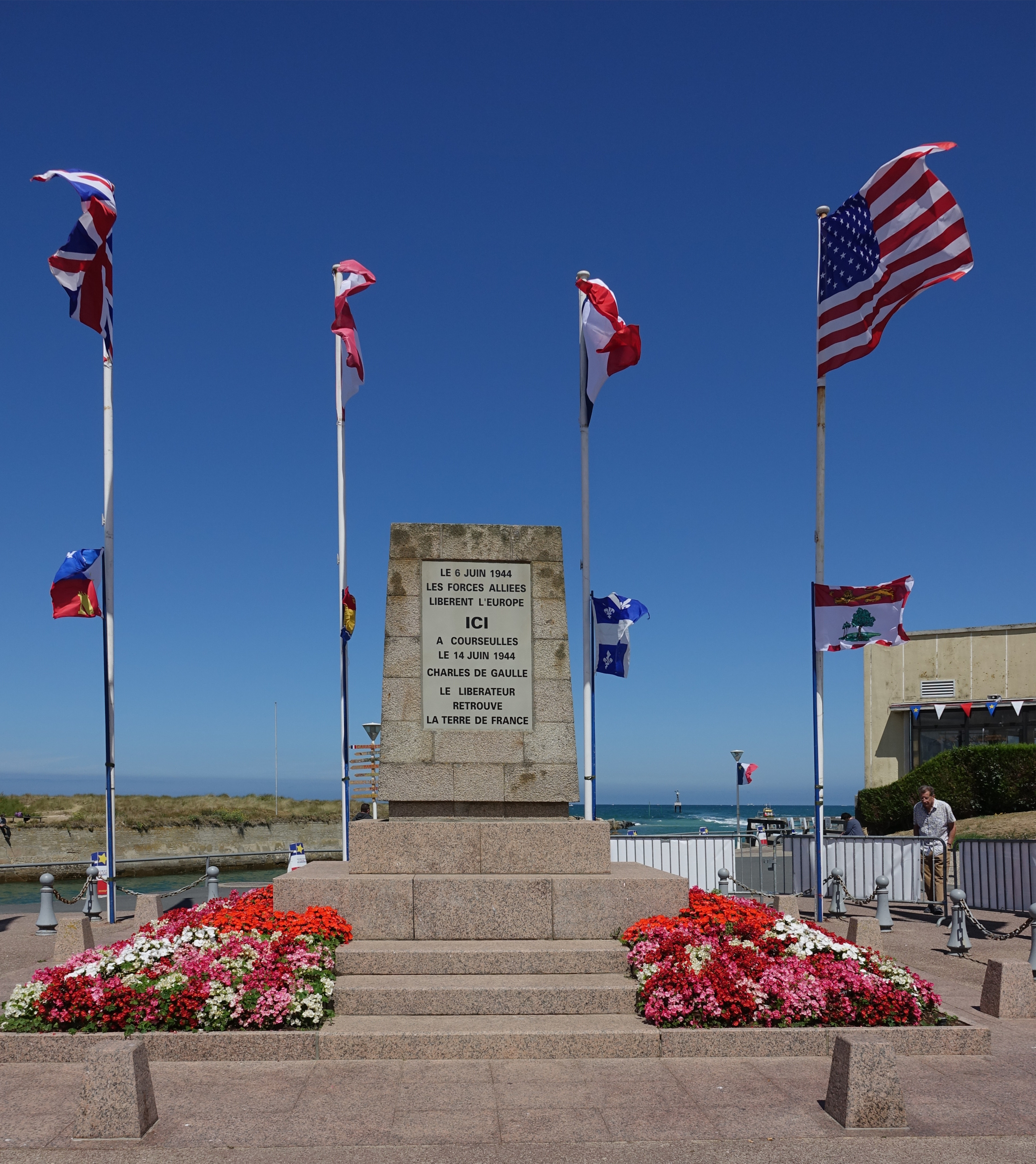
Monument du 14 juin.

### Personnalités liées à la commune
- Jean Elivaire (1824-1862) : architecte de villas de villégiature en Côte de Nacre, né et mort à Courseulles ;
- Adolphe-Alexandre Martin (1824-1896) : inventeur du ferrotype, a habité  Courseulles ;
- Charles Benoist (1861-1936) : journaliste, professeur de droit constitutionnel, homme politique, royaliste et diplomate, né et mort à Courseulles ;
- Georges Robert (1875-1965) : militaire officier de marine, a sauvegardé l'or de la France en 1939-1943, né à Courseulles, une rue de la ville porte son nom ;
- Rhené-Baton (1879-1940) : chef d'orchestre et compositeur, né à Courseulles ;
- Léo Gariépy (1912-1972) : sergent canadien ayant participé activement, comme tankiste, au débarquement du 6 juin 1944, a vécu la fin de sa vie dans la commune , il repose au cimetière communal.

### Héraldique
| Armes de Courseulles-sur-Mer | Les armes de la commune de Courseulles-sur-Mer se blasonnent ainsi : D'or au chevron de sable chargé de trois coquilles à plomb d'argent, au chef parti d'azur et de gueules chargé d'une étoile aussi d'argent brochant sur la partition. |

### Culture populaire
- Le chanteur Oldelaf a composé une chanson intitulée Courseulles-sur-Mer.
- Le chanteur Alain Marie, résidant suisse, a interprété en 2012 une chanson intitulée Courseulles-sur-Mer, mise en musique par Jean-Claude Putzola[37].
- Le chanteur québécois Rioux est l'auteur-compositeur-interprète, d'une chanson intitulée Courseulles-sur-Mer, sortie sur l'album Le trottoir des anonymes (1995)
- Dans le roman Au-dessous du volcan de Malcolm Lowry, les personnages du Consul et de Jacques Laruelle se sont rencontrés à  Courseulles-sur-Mer.